# Pachisi

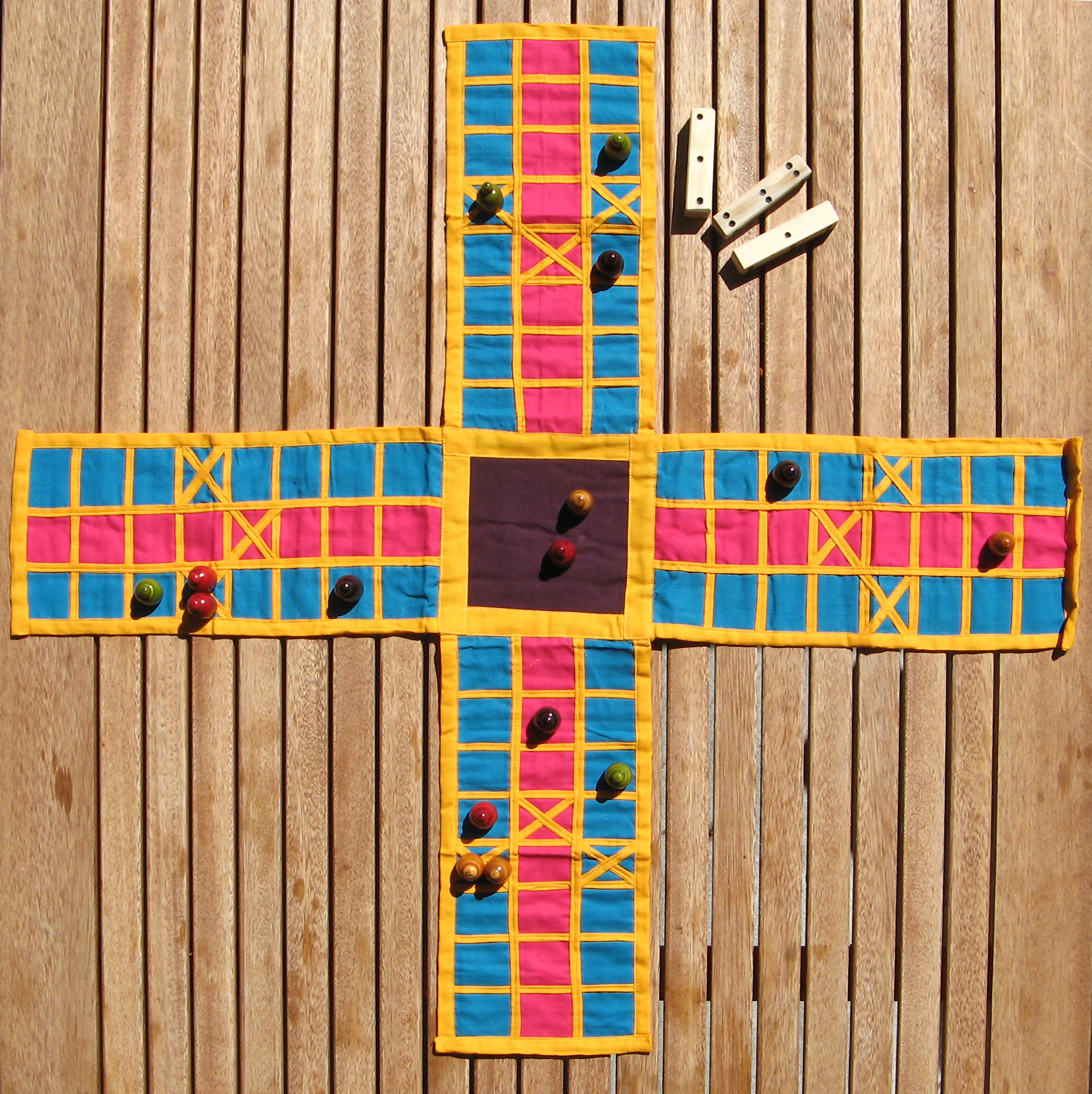
Um tabuleiro de pachisi.

Pachisi é um jogo de tabuleiro que se originou na Índia antiga e que é considerado o "jogo nacional da Índia". É jogado em uma placa com o formato de uma cruz simétrica. As peças de um jogador se deslocam placa baseada em um lance de seis ou sete búzios, com a quantidade de conchas descansando com a abertura para cima indicando o número de espaços para mover.
O nome do jogo deriva da palavra em hindi pachis, que significa vinte e cinco, a maior pontuação que pode ser alcançada com os búzios. O ludo é uma das muitas versões comerciais ocidentalizadas do jogo.